# Agnieszka Kastory
Agnieszka Małgorzata Kastory (ur. 1966) – polska politolożka i historyczka, doktor habilitowana nauk humanistycznych, profesor uczelni Uniwersytetu Jagiellońskiego. Wykładowczyni w Instytucie Nauk Politycznych i Stosunków Międzynarodowych UJ.

## Kariera naukowa
25 czerwca 2001 uzyskała na Wydziale Studiów Międzynarodowych i Politycznych UJ stopień doktora nauk humanistycznych w dyscyplinie nauk o polityce na podstawie pracy Rozbiór Rumunii w 1940 roku, której promotorką była Irena Stawowy-Kawka. 1 lutego 2013 uzyskała na Wydziale Historycznym UJ stopień doktora habilitowanego nauk humanistycznych w dyscyplinie historii na podstawie dorobku naukowego oraz rozprawy Żegluga Dunajska w polityce międzynarodowej w XX wieku.
W macierzystym instytucie należy do zespołu Katedry Stosunków Międzynarodowych i Polityki Zagranicznej.